# Сикеес
Сикеес или Селеметлер (на гръцки: Συκέες, катаревуса Συκέαι, Сикее, до 1957 година Σελεμετλέρ, Селеметлер) е историческо село в Гърция, разположено на територията на дем Сервия, област Западна Македония.

## География
Сикеес е разположено на 510 m надморска височина, на левия бряг на Бистрица (Алиакмонас), на 1 km северно от Левкара (Ак Сакли), в южното подножие на планината Скопос.

## История
Селото е обновено старо турско село. За пръв път се споменава в 1940 година със 104 жители, бежанци. В 1957 година е преименувано на Сикее. Селото е закрито на 19 март 1961 година.
| Година    | 1913 | 1920 | 1928 | 1940 | 1951 | 1961 | 1971 | 1981 | 1991 | 2001 | 2011 | 2021 |
| --------- | ---- | ---- | ---- | ---- | ---- | ---- | ---- | ---- | ---- | ---- | ---- | ---- |
| Население |      |      |      | 104  | 117  |      |      |      |      |      |      |      |